# Lubuczewo
Lubuczewo  (deutsch Lübzow) ist ein Dorf bei Słupsk (Stolp) in der polnischen Woiwodschaft Pommern.

## Geographische Lage
Lubuczewo liegt in Hinterpommern, etwa 8 Kilometer nördlich der Stadt Słupsk und 104 Kilometer westlich der regionalen Metropole Danzig.

## Geschichte

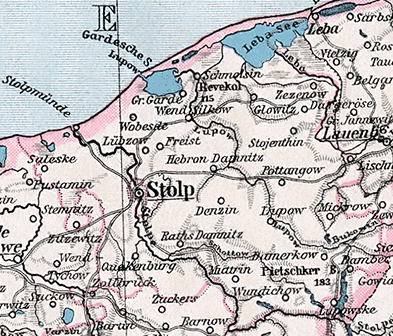
Lübzow nördlich von Stolp auf halber Strecke zur Ostsee auf einer Landkarte von 1905.

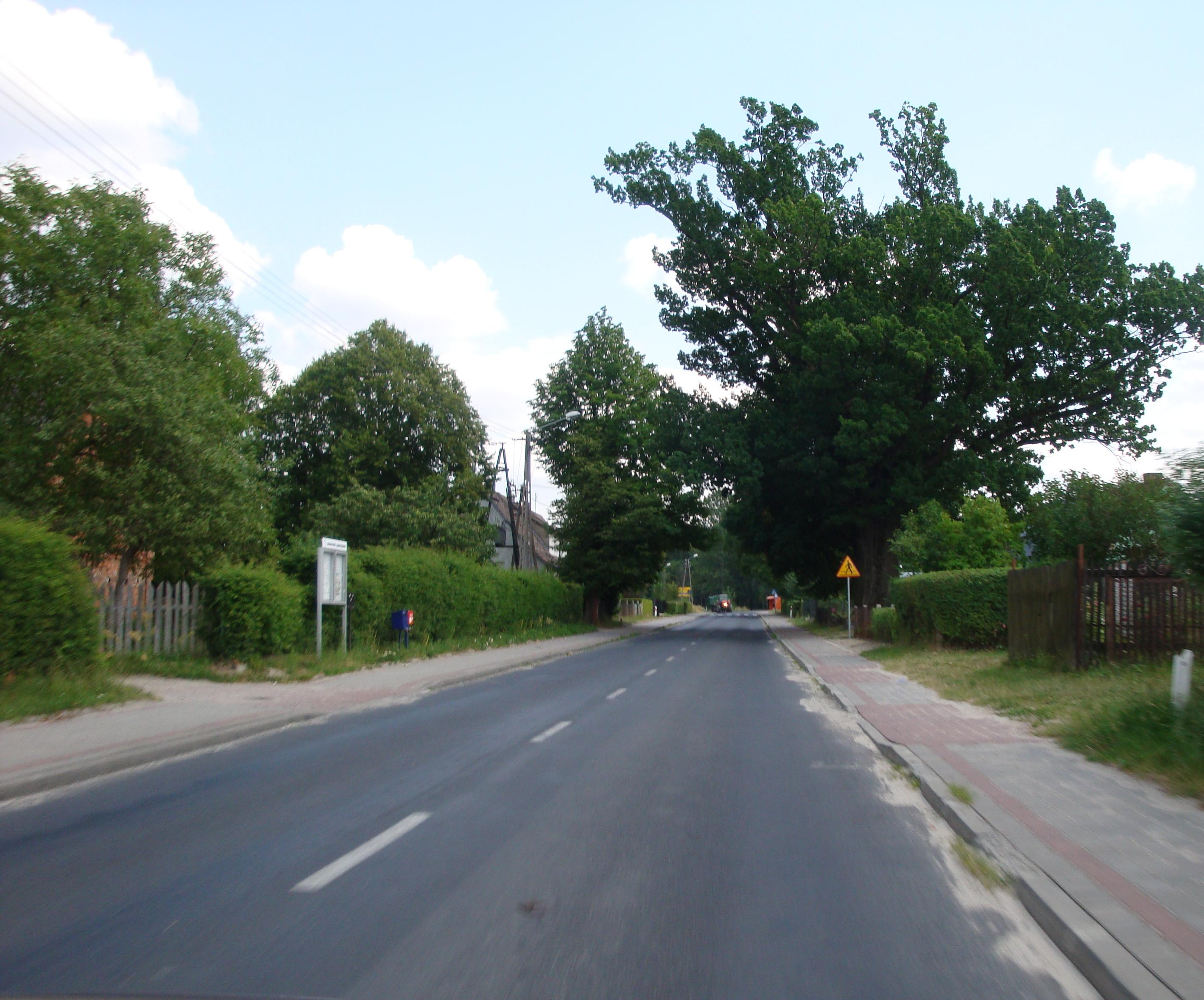
Dorfstraße

Lubuczewo war früher ein Rittergut. Alten Lehnsbriefen von 1546, 1575, 1601 und 1605 zufolge war es ein Lehen der Familie von Tessen. 1608 fiel es an die Pommernherzogin Erdmuthe von Brandenburg. 1624 verlieh es der Pommernherzog der Familie von Reckow als Gnadenlehen.  Durch einen Vergleich von 1741 kam das Rittergut in den Besitz der Familie von Pirch. Um 1784 katte Lübzow ein Vorwerk, eine Wassermühle, fünf Bauern, einen Halbbauern. drei Kossäten, ein Bet- und Schulhaus und insgesamt 20 Feuerstellen (Haushaltungen). Durch die Gemarkung des Dorfs verlief die Kreisgrenze zwischen dem Landkreis Stolp und dem Landkreis Schlawe, so dass Lübzow teils zum Stolper und teils zum Schlawer Kreis gehörte. 1785 wurde das Gut von den Pirchs verkauft, und es wechselte dann mehrfach seinen Besitzer. Seit 1924 war Eberhard von Braunschweig der Eigentümer.
1825 gab es in Lübzow 53 Wohnhäuser. 1932 hatte das Dorf  eine einstufige Volksschule, in der ein einzelner Lehrer 54 Schulkinder unterrichtete. 1939 wurden in Lübzow 308 Einwohner gezählt, die auf 67 Haushaltungen verteilt waren. Die nächste Bahnstation befand sich in dem zwei Kilometer entfernten Dorf Karzin.
Vor 1945 gehörte Lübzow zum Landkreis Stolp im Regierungsbezirk Köslin der Provinz Pommern. Die Gemeindefläche war 1.121 Hektar groß. Lübzow war der einzige Wohnort in der Gemeinde Lübzow. Außer dem Gut gab es in Lübzow 19 landwirtschaftliche Betriebe.
Gegen Ende des Zweiten Weltkriegs wurde Lübzow am 8. März 1945 von der Roten Armee besetzt. Gutsbesitzer Eberhard von Braunschweig – ein unter den Nationalsozialisten mehrfach verhafteter Gegner des Hitler-Regimes –, seine Frau, seine Sekretärin sowie zwei Frauen und ein Mann, die aus dem westlichen Deutschland hierher evakuiert worden waren, wurden am 11. März 1945 im Herrenhaus des Guts erschossen aufgefunden. Der Täter wurde nach Angaben des sowjetischen Kommandanten erschossen. Das Herrenhaus wurde geplündert und brannte später aus ungeklärter Ursache ab. Nachdem die Region zusammen mit ganz Hinterpommern unter polnische Verwaltung gestellt worden war, kamen Polen in das Dorf, übernahmen Häuser und Gehöfte und vertrieben schließlich die Einheimischen. Später wurden in der Bundesrepublik Deutschland 145 und in der DDR 107 aus Lübzow vertriebene Dorfbewohner ermittelt. Lübzow wurde von den Polen in Lubuczewo umbenannt.

### Entwicklung der Einwohnerzahl
- 1925: 321
- 1939: 308
- 2010: ca. 470

### Kirchspiel
Die Dorfbewohner waren evangelisch. Lübzow war im 18. Jahrhundert in der St.-Petri-Kirche zu Stolp eingepfarrt und gehörte zuletzt zum Kirchspiel Freist damit zum Kirchenkreis Stolp-Altstadt.

## Verwaltungsstruktur
Der Ort bildet ein Schulzenamt in der Gmina Redzikowo (Landgemeinde Reitz) im Powiat Słupski (Stolper Kreis) der Woiwodschaft Pommern.